# UH88

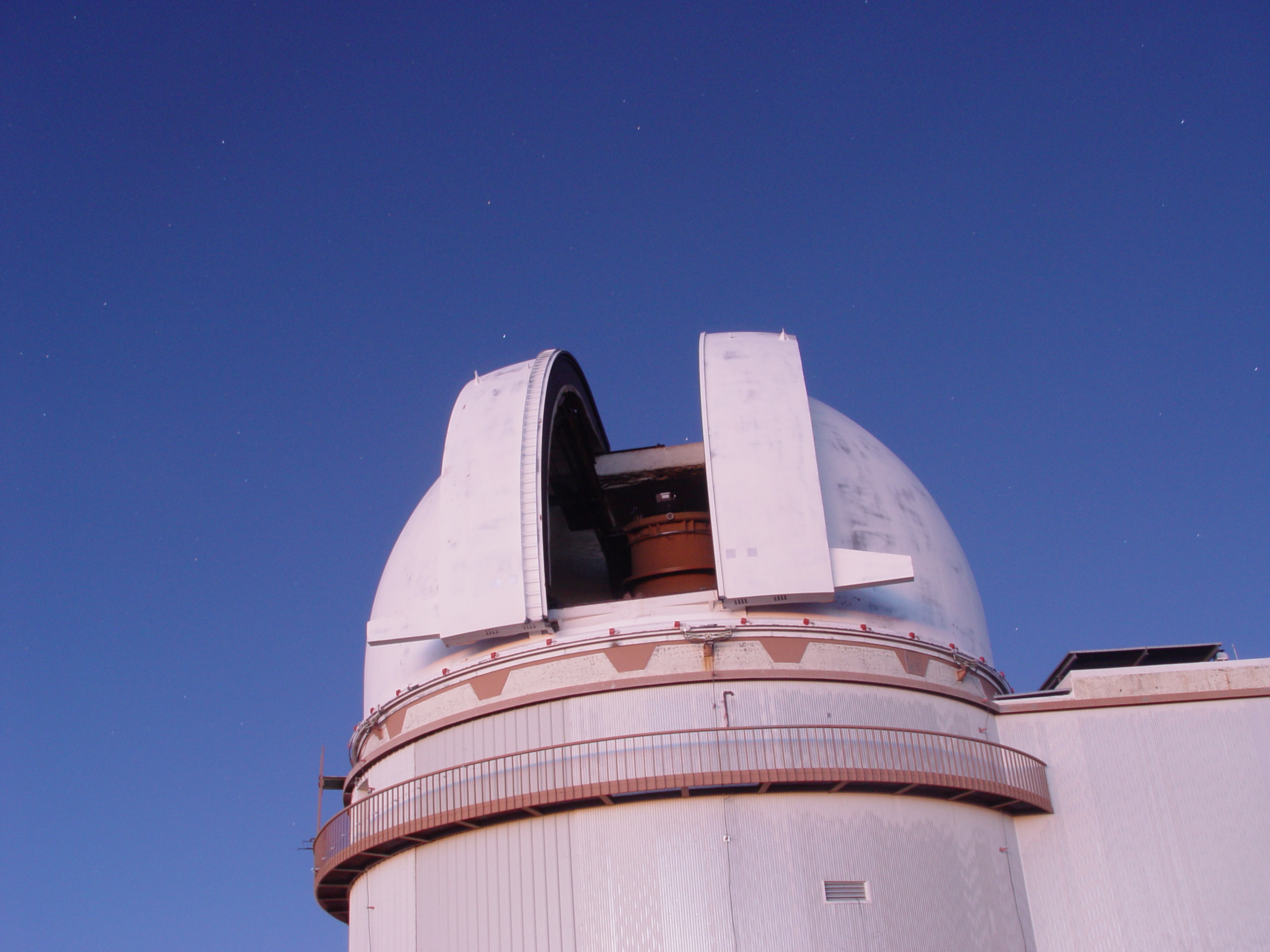
UH88

UH88 (англ. University of Hawai'i 88-inch (2.2-meter) telescope) — телескоп Университета Гавайи диаметром 2,2 метра (88 дюймов). Был построен в 1968 году, полностью заработал в 1970 году.  Находится на вершине вулкана Мауна-Кеа на высоте 4 200 метров над уровнем морем в США, на острове Гавайи в составе обсерватории Мауна-Кеа.
Самый первый объект пояса Койпера был найден в 1990 году именно этим телескопом.